# ایستگاه هونگلینگ جنوبی
ایستگاه هونگلینگ جنوبی (به لاتین: Hongling South station) یکی از ایستگاه‌های متروی شنژن است..